# Economia de Puerto Rico
Puerto Rico té una de les més dinàmiques economies del Carib. El sector industrial ha superat l'agricultura com a principal activitat econòmica i font d'ingressos.